# Evangelische Kirche Büderich

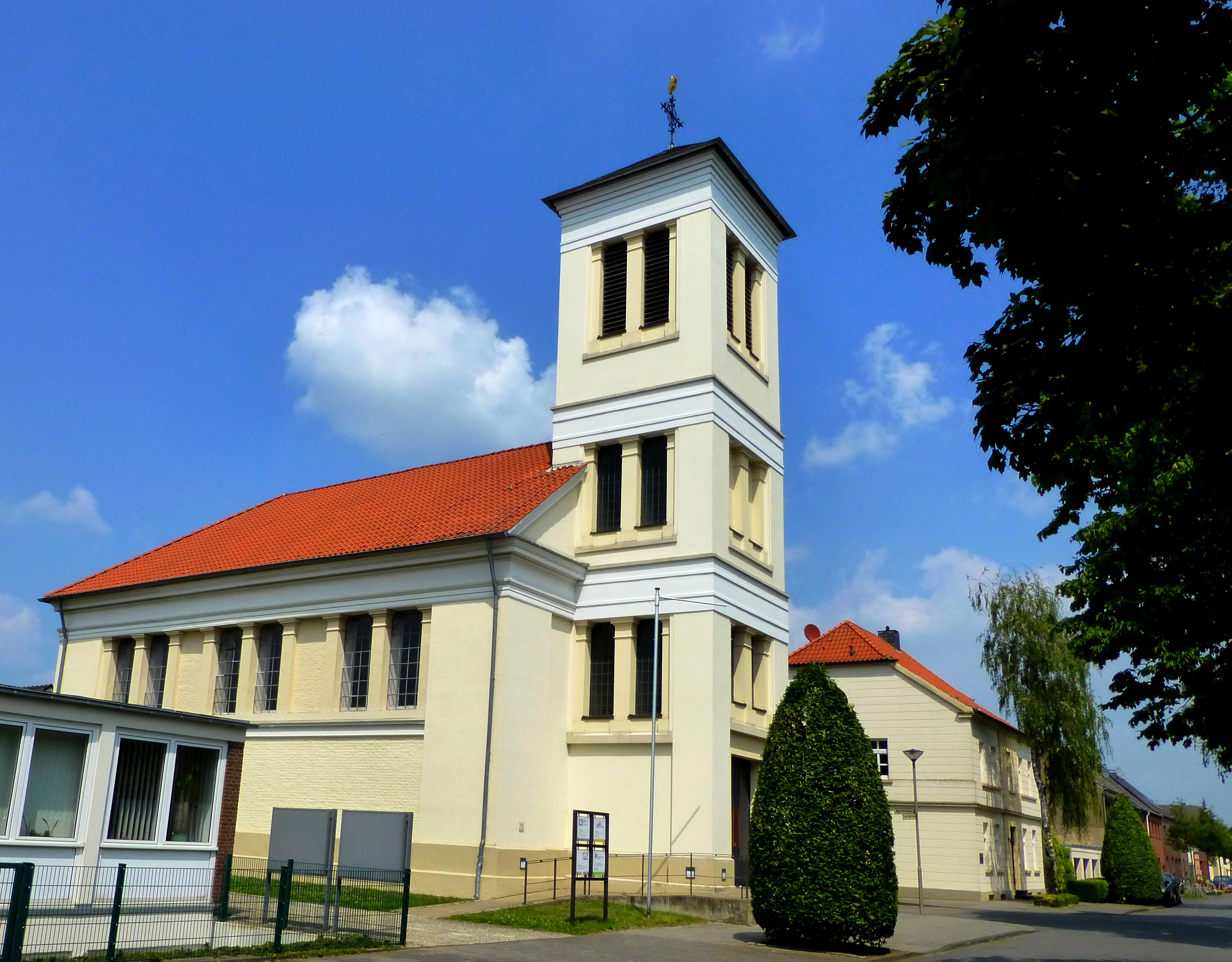
Evangelische Kirche Büderich

Die Evangelische Kirche Büderich wurde in den Jahren 1820/1822 im Stil des Klassizismus errichtete und am 3. November 1822 eingeweiht.

## Geschichte

### Vorgängerbau

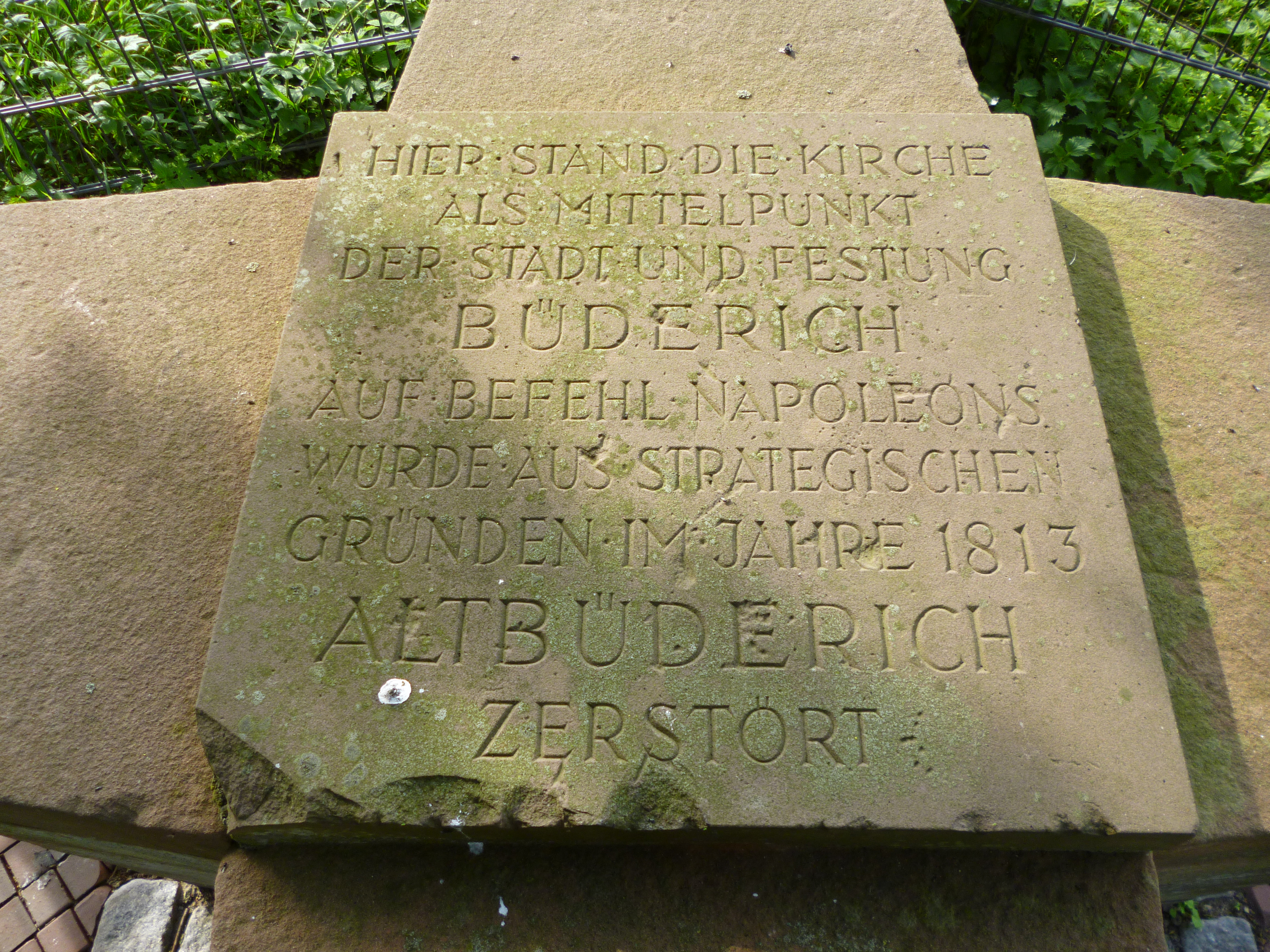
Gedenkstein in Alt-Büderich

Seit 1154 ist eine Kirche in Alt-Büderich durch Urkunden belegt. 1466 wurde sie durch einen Bau im gotischen Stil ersetzt, dessen Schiff 17,10 m breit und 17,40 m lang war. Der sich auf der östlichen Seite anschließende quadratische Chor maß 5,70 × 5,70 m. Auf der westlichen Seite befand sich der Turm mit einer Grundfläche von 7,00 × 7,00 m. Die Kirche hatte zuletzt einen barocken Hochaltar und einige weitere Altäre. Seit der Reformation wurde die Kirche zeitweise von den Katholiken und zeitweise von den Protestanten genutzt. 1673 wurde ein Religionsvergleich geschlossen, in dem die gemeinsame Nutzung geregelt wurde. 1675 wurde die Kirche durch eine Mauer geteilt. Um Weihnachten 1813 wurde die Kirche im Zuge der Schleifung der gesamten Stadt Büderich auf Befehl Napoleons vollständig zerstört. An sie erinnert ein am 3. April 1957 errichteter Gedenkstein.

### Baugeschichte
Am 11. Juli 1814 wurde an der Straße von Wesel nach Geldern, etwa anderthalb Kilometer rheinaufwärts der alten Stadt, der Platz zum Bau Neu-Büderichs festgelegt. Der Neubau begann 1815. Beide Konfessionen sollten nun eine eigene Kirche erhalten.
Der zuständige Landbauinspektor Otto von Gloeden entwarf 1817 beide Kirchen und reichte die Entwürfe bei der Oberbaudeputation in Berlin ein. Karl Friedrich Schinkel überarbeitete die Entwürfe weitgehend. Am 26. September 1820 wurde der Grundstein der ev. Kirche gelegt, die Einweihung erfolgte am 3. November 1822.

## Ausstattung
Die Orgel mit 16 Registern auf zwei Manualen und Pedal stammt aus der Werkstatt von Willi Peter aus dem Jahr 1962. 1999 erfolgte eine Überholung mit Umdisponierung.

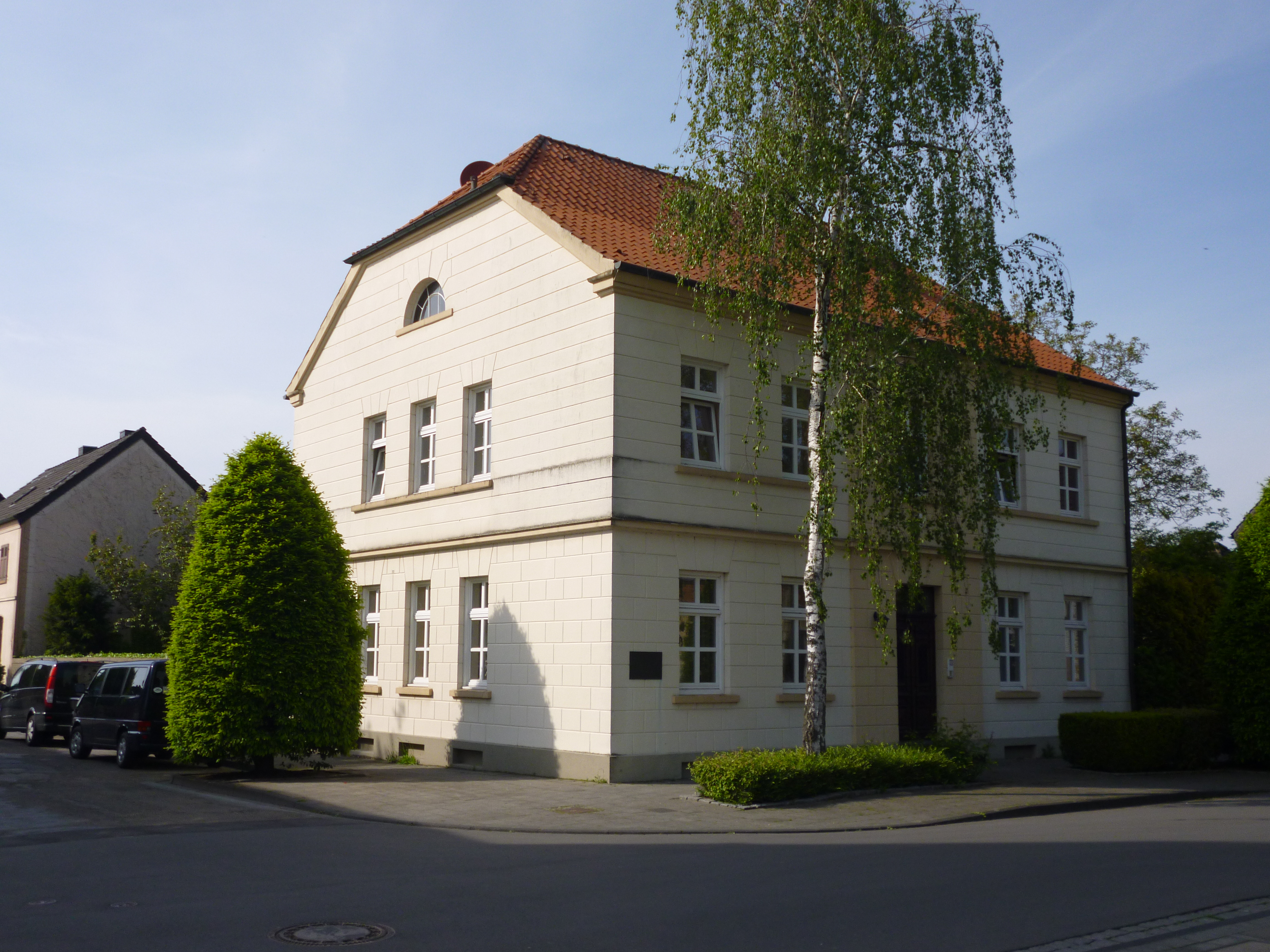
Ehem. evangelisches Pfarrhaus in Büderich

## Prediger und Pfarrer der evangelischen Kirchengemeinde
- Liste der Prediger und Pfarrer der evangelischen Kirchengemeinde Büderich